# Budeč (kraj Wysoczyna)
Budeč – miejscowość i gmina (obec) w Czechach, w kraju Wysoczyna, w powiecie Zdziar nad Sazawą. W 2022 roku liczyła 186 mieszkańców.